# Kisho Yano
Kisho Yano (Hamamatsu, Prefectura de Shizuoka, Japó, 5 d'abril de 1984) és un futbolista japonès.

## Selecció japonesa
Kisho Yano ha disputat 19 partits amb la selecció japonesa.